# XX años
XX años —leído como «veinte años»— es un álbum en vivo de la banda mexicana de ska y rock en español Panteón Rococó y fue publicado en formato de disco compacto y DVD por la discográfica Sony BMG Music Entertainment en el año de 2016.

## Descripción
El álbum fue grabado durante una presentación realizada en la Arena Ciudad de México el 4 de julio de 2015 de la gira XX años y queremos más, como parte de su celebración por sus veinte años de carrera artística.
El lanzamiento de esta producción discográfica fue hecha en formato de dos CD más un DVD; este último recopila todos los temas del concierto más un documental acerca de la agrupación.

## Lista de canciones
Todos los temas fueron escritos por Panteón Rococó.

| Disco uno |                                   |          |  |
| N.º       | Título                            | Duración |  |
| 1.        | «Viernes de webeo»                | 4:00     |  |
| 2.        | «Estrella roja»                   | 3:39     |  |
| 3.        | «Hostilidades»                    | 2:41     |  |
| 4.        | «Gansters»                        | 4:07     |  |
| 5.        | «Triste realidad»                 | 4:26     |  |
| 6.        | «Pequeño tratado de un adiós»     | 8:04     |  |
| 7.        | «Marco's Hall (Ft. Oscar Chávez)» | 5:10     |  |
| 8.        | «Fugaz (Ft. Rubén Albarrán)»      | 5:48     |  |
| 9.        | «María (Ft. Toño Lira)»           | 3:42     |  |
| 10.       | «La rubia y el demonio»           | 4:39     |  |
| 46:12     |                                   |          |  |

| Disco dos |                                            |          |  |
| N.º       | Título                                     | Duración |  |
| 11.       | «Acábame de matar»                         | 4:16     |  |
| 12.       | «Reality shock»                            | 3:26     |  |
| 13.       | «Toloache pa' mi negra»                    | 3:38     |  |
| 14.       | «Esta noche»                               | 3:56     |  |
| 15.       | «Vendedora de caricias»                    | 5:54     |  |
| 16.       | «Nada pasó (Ft. José Manuel Aguilera)»     | 6:53     |  |
| 17.       | «Arréglame el alma (Ft. María Barracuda)»  | 4:40     |  |
| 18.       | «La dosis perfecta (Ft. Denise Gutiérrez)» | 6:07     |  |
| 19.       | «La carencia»                              | 7:07     |  |
| 46:01     |                                            |          |  |

| DVD |                                |          |  |
| N.º | Título                         | Duración |  |
| 20. | «Documental de Panteón Rococó» |          |  |

## Créditos
- Dr. Shenka — voz.
- Darío Espinosa — bajo.
- Hiram Paniagua — batería.
- Leonel Rosales — guitarra.
- Felipe Bustamante — teclados.
- Paco Barajas — trombón.
- Rodrigo Gorri Bonilla — guitarra.
- Missael — saxofón y zurna.
- Tanis — percusiones, cajón y zurna.